# Japanse expeditie naar Tibet
De Japanse expeditie naar Tibet was een operatie van de Japanse veiligheidsdienst (Genyosha) in Tibet die van 1939 tot 1940 werd ondernomen door Jinzo Nomoto (野本 甚蔵, Nomoto Jinzō), uit Kagoshima.

## Achtergrond
Het Japanse Keizerrijk begon tussen 1918-1922 geheime bewegingen te maken in de regio Sinkiang, ten noorden van Tibet. De agenten deden spionage-operaties in Hami en andere steden om informatie te verzamelen over de Sovjets in Centraal-Azië.
Gedurende de jaren 30 was de keizerlijke inlichtingendienst geïnteresseerd in het beter in kaart krijgen van Tibet en Sinkiang. In het hoofdkwartier van het Kanto-leger werden er een aantal operaties georganiseerd en naar Jinzo Nomoto gestuurd, maar ook naar anderen op vergelijkbare missies. Heel toevallig stuurde ook Duitsland tegelijkertijd een expeditie naar hetzelfde gebied rond dezelfde tijd.
Andere Japanse agenten bezochten daarna andere gebieden in de regio, waar ze met Afghaanse stamhoofden spraken, voor het geval er in Japan een plan zou komen voor een invasie in Noord-India.

## Expeditie
In 1935 werd Jinzo Nomoto naar Mantsjoekwo gezonden. In 1939, tijdens de Tweede Chinees-Japanse Oorlog, ging Nomoto vermomd als een Mongoolse onderzoeksstudent Tibet binnen, waarbij hij begeleid werd door een Tibetaanse monnik. Zijn missie duurde uiteindelijk achttien maanden. Hij verzamelde informatie over de sociale omstandigheden, de cultuur, het Tibetaans boeddhisme en de bön. Verder sprak hij met inwoners en vroeg hun naar het bestuur van het land. Nomoto verliet Tibet uiteindelijk in oktober 1940.